# Nomós Kerkýras
Nomós Kerkýras är en regiondel i Grekland.  Den var en prefektur fram till 31 december 2010 och ligger i regionen Joniska öarna, i den västra delen av landet, 400 km nordväst om huvudstaden Aten. Antalet invånare är 113 658. Arean är 641 kvadratkilometer.
Regiondelen är indelad i fyra kommuner. 

- Dimos Centrala Korfu and Diapontiaöarna
- Dimos Norra Corfu
- Dimos Paxoi
- Dimos Södra Corfu

## Öar i Nomós Kerkýras
- Daskália Nísoi (öar)
- Kaltsonísi (en ö)
- Korfu (en ö)
- Mikrón Tholettón Nisís (en ö)
- Nisí Antípaxoi (en ö)
- Nisí Ereikoússa (en ö)
- Nisí Mathráki (en ö)
- Nisí Othonoí (en ö)
- Nisída Ágios Nikólaos (en ö)
- Nisída Diáplo (en ö)
- Nisída Karávi (en ö)
- Nisída Mongonísi (en ö)
- Nisída Panagiá (en ö)
- Nisída Vído (en ö)
- Orthólithos (en ö)
- Paxós (en ö)
- Pontikonísi (en ö)
- Vráchoi Tholéta (en ö)
- Vrachonisída Kátergo (en ö)
- Vrachonisída Peristeraí (en ö)
- Vrachonisída Plateiá (en ö)
- Vrachonisída Tracheiá (en ö)